# Thein & Goldberger
Thein & Goldberger war ein Hersteller von Fahrräder, Motorrädern und Automobilen aus Österreich-Ungarn.

## Unternehmensgeschichte

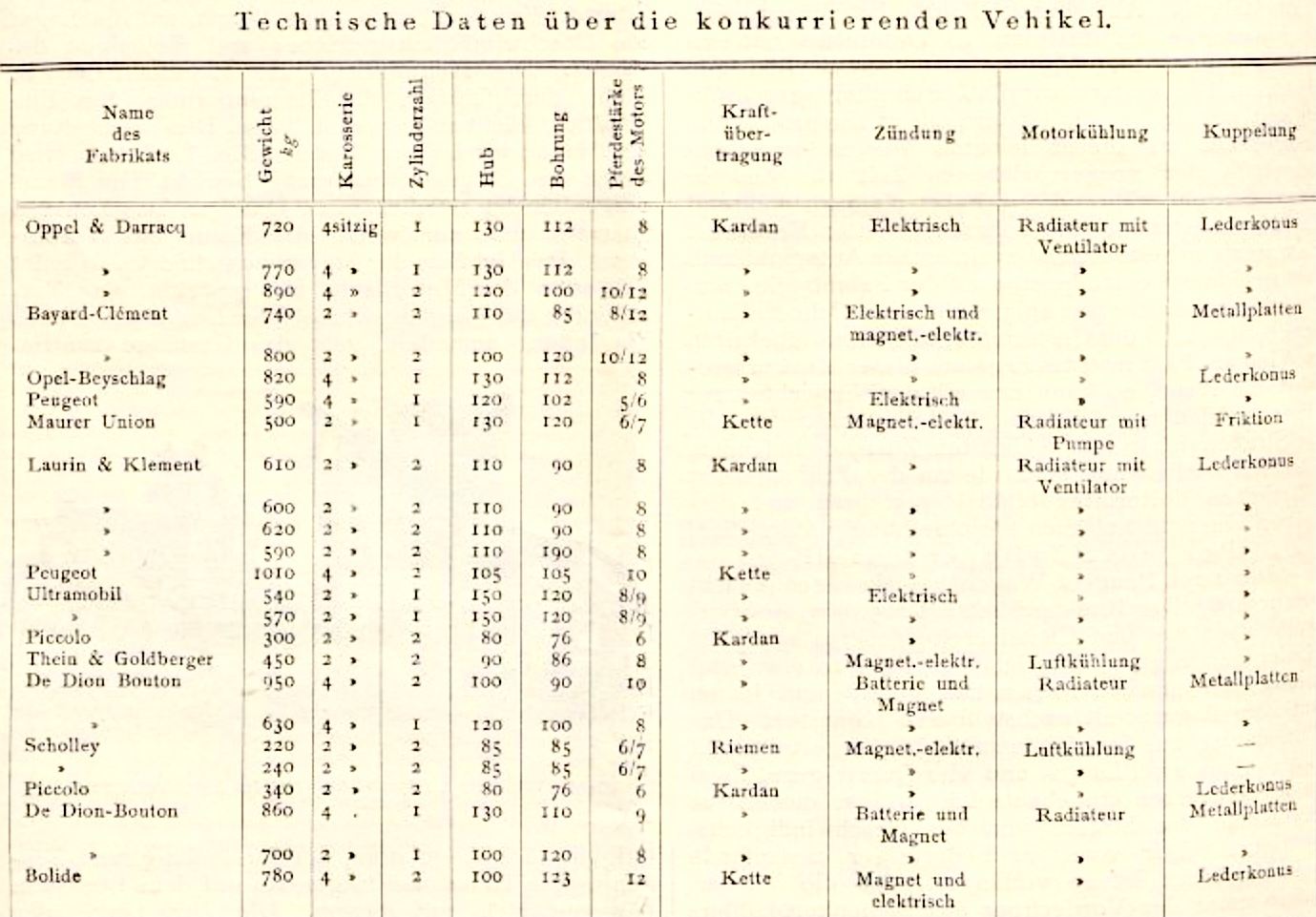
Technische Daten Thein & Goldberger von 1906

Das Unternehmen wurde 1894 oder 1898 als Zahnradfräserei gegründet. Der Firmensitz war an der Löwengasse 18 im 3. Wiener Gemeindebezirk. Später fanden Reparaturen an Automobilen aller Art statt. Zwischen 1903 und 1905 wurden Motorräder hergestellt, die als Reform vermarktet wurden. 1906 begann die Produktion eines motorisierten Dreirades. Automobile entstanden zwischen 1906 und 1907 oder zwischen 1907 und 1908. Deren Markennamen lauteten Thein & Goldberger und Reform. 1913 wurde das Unternehmen aufgelöst.

## Fahrzeuge

### Motorräder
Für den Antrieb sorgten Einbaumotoren von Monarch Works aus Birmingham. Die Motoren leisteten wahlweise 2,25 PS oder 3 PS.

### Motordreirad
Besonderheit des Motordreirads war, dass es für Damen konzipiert war. Der Motor war oberhalb des Vorderrades montiert und trieb über Riemen das Vorderrad an.

### Automobile
Dabei handelte es sich um Kleinwagen. Die offene Karosserie bot Platz für zwei Personen. Zur Wahl standen ein Einzylindermotor und ein Zweizylindermotor mit 996 cm³ Hubraum und 8 PS Leistung. Die Motoren waren luftgekühlt, wobei ein Ventilator die Kühlung unterstützte. Das Fahrgestell wog 260 kg. Nur wenige Exemplare entstanden.

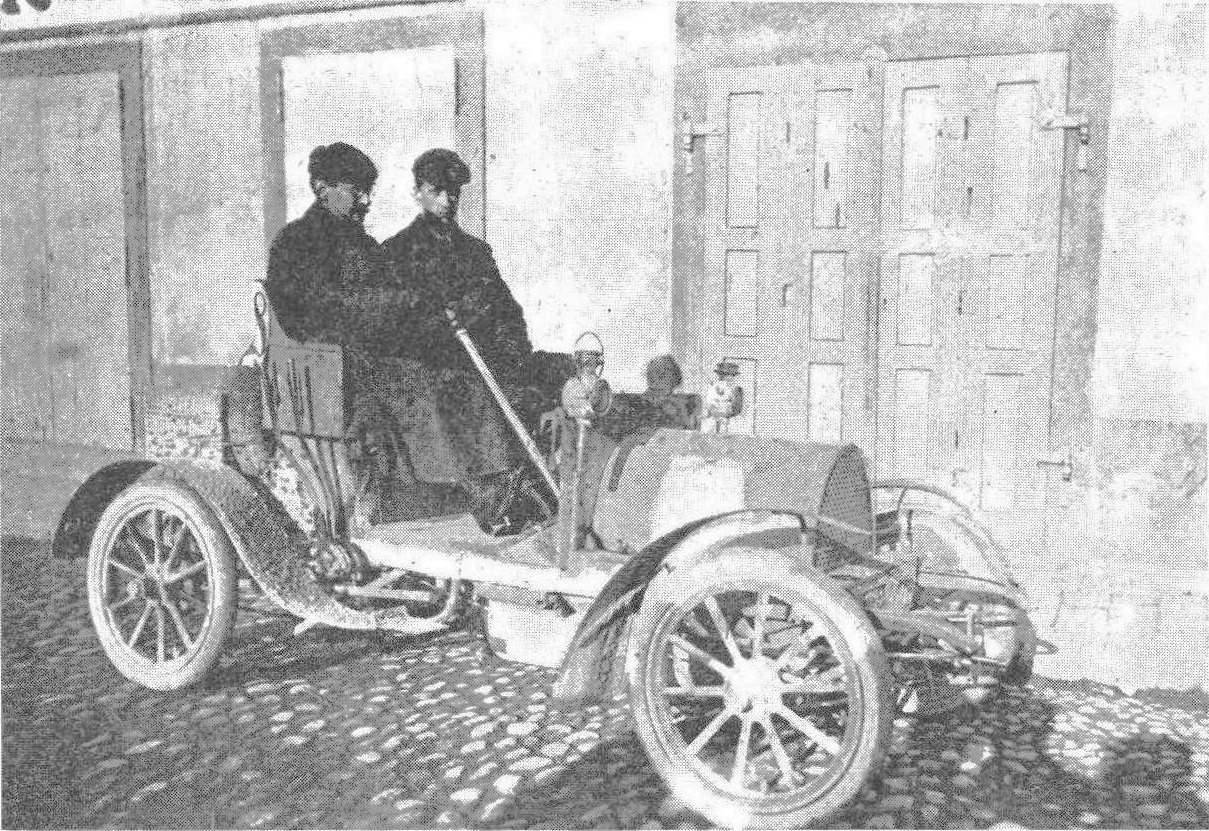
Thein & Goldberger 8 HP (1906)